# Манфредония
Манфредо́ния (итал. Manfredonia) — город в Италии, на берегу одноимённого залива Адриатического моря, на севере Апулии, в провинции Фоджа, у южного подножья массива Монте-Гаргано («шпора Апеннинского полуострова»). Население 57,2 тыс. чел. (2009).
Покровителем коммуны почитаются	Пресвятая Богородица (Maria Santissima di Siponto), святой Лаврентий Майорана и Филипп Нери, празднование 30 августа, 7 февраля и 26 мая.

## История
Близ современной Манфредонии в древности стоял город Сипунт (др.-греч. Σιπιούς, лат. Sipontum). Его основание греки приписывали Диомеду. По Страбону получил название от выбрасываемых на берег каракатиц (др.-греч. σηπία, лат. sepia). В 335 г. до н. э. он был предметом войны Александра Эпирского (дяди Александра Македонского) с самнитами. В тёмные века страдал от набегов пиратов-славян и сарацин. С основанием норманнами Сицилийского королевства Сипонто сделался центром одного из округов графства Апулия и стал быстро расти, но в 1223 г. после землетрясения был покинут жителями. Землетрясение на Гаргано 1223 года по мнению учёных Национального института геофизики и вулканологии Италии (INGV) является сомнительным событием.
Манфред Сицилийский возобновил Сипонто на новом месте, заложил существующий замок и дал ему своё имя. Его преемники, которые пытались переименовать город в Новое Сипонто, расширили и укрепили Манфредову крепость. В 1528 году её осаждали французы во главе с Оде де Фуа, а в 1620 году — турки, набег которых принёс городу большие разрушения.

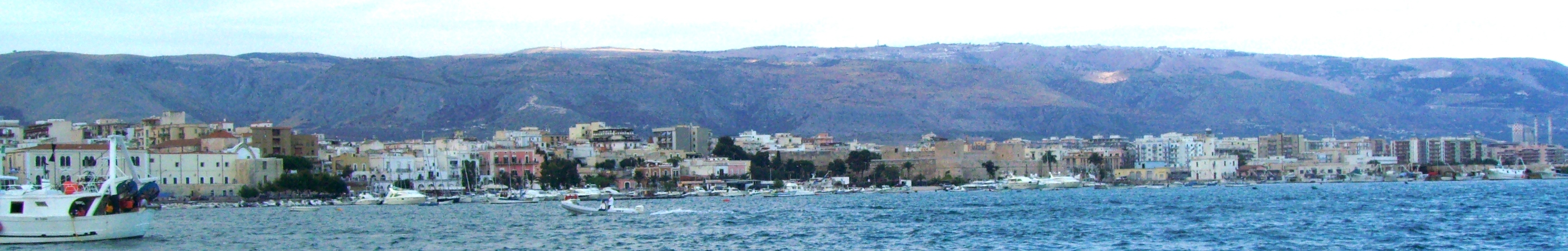
Прибрежная часть Манфредонии